# Południowa Afryka na Letnich Igrzyskach Olimpijskich 2004
Południową Afrykę na XXVIII Letnich Igrzyskach Olimpijskich w Atenach reprezentowało 106 sportowców (40 kobiet i 66 mężczyzn) w 20 dyscyplinach. Był to 16 start Południowoafrykanów na letnich igrzyskach olimpijskich.

## Zdobyte medale
| Medal  | Zawodnik                                                   | Dyscyplina sportowa | Konkurencja                               |
| ------ | ---------------------------------------------------------- | ------------------- | ----------------------------------------- |
| Złoto  | Roland Schoeman Ryk Neethling Lyndon Ferns Darian Townsend | Pływanie            | sztafeta 4x100 m stylem dowolnym mężczyzn |
| Srebro | Roland Schoeman                                            | Pływanie            | 100 m stylem dolnym mężczyzn              |
| Srebro | Mbulaeni Mulaudzi                                          | Lekkoatletyka       | bieg na 800 m mężczyzn                    |
| Srebro | Hestrie Cloete                                             | Lekkoatletyka       | skok wzwyż kobiet                         |
| Brąz   | Roland Schoeman                                            | Pływanie            | 50 m stylem dolnym mężczyzn               |
| Brąz   | Donovan Cech Ramon Di Clemente                             | Wioślarstwo         | dwójka bez sternika mężczyzn              |